# The Haçienda

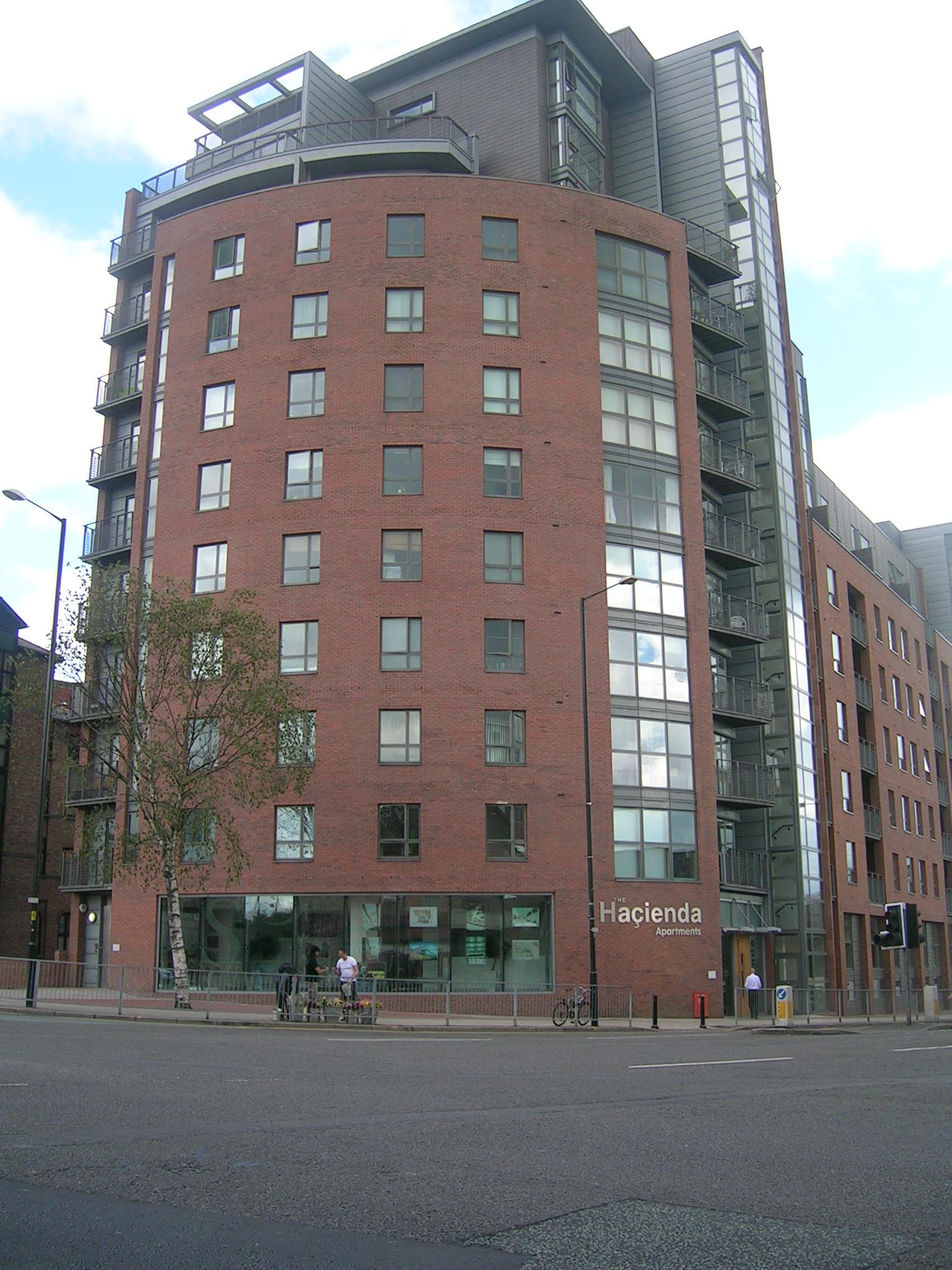
El lugar que anteriormente ocupó The Haçienda, en la actualidad un bloque de apartamentos.

The Haçienda fue una sala de conciertos de la escena musical de Mánchester, Inglaterra. La Haçienda fue financiado por el sello discográfico Factory Records y por la banda New Order. 
Tony Wilson dirigió la sala y el club lideró en el Reino Unido la escena rave. Inaugurada en 1982, llegó a ser una de las salas más populares del mundo durante los años del sonido Madchester, entre finales de los 80 y principios de los 90.
Permaneció abierta hasta 1997, cuando no pudo aguantar más los constantes problemas económicos y cerró definitivamente. El edificio que ocupó fue demolido en 2002, siendo sustituido por un bloque de apartamentos de lujo.

## Nombre
El nombre del club proviene del eslogan de la Internacional Situacionista "La hacienda debe ser construida" (The hacienda must be built), del libro Formulary for a New Urbanism de Ivan Chtcheglov:
Y tú, olvidado, tus recuerdos asolados por todas las consternaciones del mapamundi, encallado en las Cuevas Rojas de Pali-Kao, sin música y sin geografía, sin ir ya a la hacienda donde las raíces piensan en el niño y el vino se acaba en fábulas de almanaque. Ahora se acabó. Nunca verás la hacienda. No existe. Hay que construir la hacienda.
Ivan Chtcheglov, 1953
Una hacienda es una propiedad agrícola de gran tamaño, muy común en lugares donde el colonialismo español tuvo gran influencia arquitectónica. A pesar de que la cedilla no existe en la lengua española, fue añadida al nombre para que junto con la "i" formase un 51, número de referencia del club.

## Legado

### Libro
En octubre de 2009, Peter Hook, bajista de New Order, publicó el libro The Haçienda: Cómo no dirigir un club, centrado en su época como copropietario del club nocturno.

### Película
24 Hour Party People es una película británica de 2002, considerada como de culto musical, que retrata las peripecias de una comunidad de bandas musicales de la ciudad de Mánchester entre finales de los años 70 y principios de los 90, y de Factory Records, empresa productora de sus discos. Fue escrita por Frank Cottrell Boyce y dirigida por Michael Winterbottom. La película es un drama basado en una combinación de eventos reales, leyenda urbanas, rumores y creaciones del autor durante el transcurso de la cinta. La película participó en la selección oficial del Festival de Cannes de 2002.
La película, protagonizada por el actor Steve Coogan, en el papel de Tony Wilson, cuenta la historia de la Haçienda, entre otros acontecimientos.